# Blackburneus erythrinus
Blackburneus erythrinus är en skalbaggsart som beskrevs av Bates 1887. Blackburneus erythrinus ingår i släktet Blackburneus och familjen Aphodiidae. Inga underarter finns listade.